# Salvino Chiereghin
Salvino Chiereghin (Chioggia, 23 dicembre 1901 – Cavalese, 1º settembre 1968) è stato un critico musicale e critico letterario italiano.
Negli anni cinquanta ha insegnato letteratura al liceo intitolato a "Giuseppe Veronese", a Chioggia, di cui è stato poi preside (nel 1953-54 e dal 1961 al 1968). È stato autore di una biografia su Claudio Monteverdi e di altre biografie su personaggi storici.
Collaboratore di riviste di storia e di musica, amante del canto corale, ha scritto fin dalla fondazione per il periodico Il Pensiero Musicale, edito a Bologna. Particolarmente sensibile alle sorti della musica italiana, su tale rivista ebbe modo di ribadire la necessità che l'artista tornasse a essere "voce del popolo", utilizzando l'alfabeto musicale che l'ascoltatore sa decifrare, attenuando in tal modo la disaffezione del grande pubblico per la musica contemporanea.
Ha scritto saggi sulla storia della musica, sulla letteratura, sull'epica e sulla zona in cui è cresciuto ed ha vissuto, Venezia e la laguna veneta.

## Pubblicazioni
Chiereghin ha pubblicato i seguenti libri:
- Sintesi di storia della musica (con xilografie di Filippo Binaghi), L'Eroica, Milano, 1925
- Storia della musica italiana - Dalle origini ai nostri giorni, Vallardi, Milano, 1937
- I rusteghi: Commedia in dialetto veneziano in tre atti, prefazione e commento R.Carabba, Lanciano, 1938
- Poeti di Roma: Plauto, Terenzio, 1942?
- Claudio Monteverdi, Bocca, Milano, 1943
- Lettere d'amore del Carducci, 1943?
- Storia della musica, Corticelli, Milano, 1944
- Poeti di Roma: Marziale, 1945?
- Breviario estetico della lirica italiana, Società Editrice Internazionale, Torino, 1948
- Breviario estetico della letteratura italiana, Società Editrice Internazionale, Torino, 1950
- Gaio Valerio Catullo - Canti, L.Trevisini, Milano, 1950
- Publio Virgilio Marone - Bucoliche, L. Trevisini, Milano, 1950
- Manuale della letteratura greca, L. Trevisini, Milano, 1952
- Cavalca nel vento la morte (con illustrazioni di L.Togliatto), Edizioni Paoline, Alba, 1953
- Ore sole (versi), M.Gastaldi, Milano, 1956
- S. Francesco d'Assisi, Società Editrice Internazionale, Torino, 1957
- Venezia e la sua laguna, con disegni di Teonesto Deabate, Società Editrice Internazionale, Torino, 1957
- Ferrea gente: la saga dei nibelunghi narrata in prosa, collana I canti eroici, Società Editrice Internazionale, Torino, 1960
- Lirici del Novecento, Società Editrice Internazionale, Torino, 1962
- Beethoven, Società Editrice Internazionale, Torino, 1965
- Musica, divina armonia - piccola storia della musica e dei musicisti, Società Editrice Internazionale, Torino, 1953 (1966)

Fra i saggi per riviste e periodici si segnalano qui quelli su Canti della laguna e del mare (pubblicato su Musica d'oggi, anno VII, n. II, febbraio 1926), su Bach (per Il Pianoforte, Vol. VII, 1926), su Nietzsche et la musique (in Le menestrel, anno 98°, n. 11, Parigi, 1936) e su Bruno Barilli, estroso orchestratore di vocaboli e di immagini (in La parola e il libro: Rassegna delle biblioteche popolari e scolastiche, fasc. 4, aprile 1965).